# Jangkar (Jangkar)
Jangkar is een bestuurslaag in het regentschap Situbondo van de provincie Oost-Java, Indonesië. Jangkar telt 8516 inwoners (volkstelling 2010).